# 甘肃省天水市第一中学
甘肃省天水市第一中学，简称天水一中，位于甘肃省天水市秦州区泰山东路8号，是甘肃省首批省级示范性普通高中。始于1876年的“陇南书院”，曾用“甘肃省第三中学”、“甘肃省立天水中学”之名。

## 历史沿革
清光绪元年（1875年）3月始建，次年五月正式竣工，命名为陇南书院。
清光绪三十年（1904年），更名为“甘南中学堂”，在保留原有国学的基础上，开始传播现代科学文化知识。此后，巩秦阶道李璜又先后改甘南中学堂为陇南中学堂、陇南初级师范学堂。
民国三年（1914年），学校改为“甘肃省立第三中学”。也是在这一时期，晚清状元、江苏南通实业家张謇为这所学校题写了“苦志以求立，广学以求通”的校训。
民国二十五年（1936年），学校改制后定名为“甘肃天水中学”。
民国二十八年（1939年），学校成立高中部，成为陇南唯一的一所完全中学。
民国二十九年（1940年），学校开始招收女生。至1949年，学校有12个教学班，学生500余人。
1953年，学校在原天水县中校址扩大面积至96亩，修建二层工字教学楼一座，实验楼、师生宿舍百余间，同年5月，学校被确定为甘肃省十所重点中等学校之一；后改为“甘肃省天水第一中学”。
1953年和1978年，学校先后两次被甘肃省教育厅确定为省重点中学。
1986年，天水地改市后，学校更名为“天水市第一中学”，名称沿用至今。
1992年4月，天水市政府决定天水市一中从当年起停止初中招生，改办为完全高级中学。
2000年5月，天水市一中首批通过评估验收，成为省级示范性普通高中。
2014年5月，该校被天水市委、市政府授予“天水市五一劳动奖状”。
2014年4月10日，麦积区政府与天水市一中共同签署联合举办天水一中麦积校区协议；天水一中在麦积区设立分校区，学校由市教育局直管，麦积区政府监管；天水市一中麦积分校区坐落于麦积区花牛镇峡口村，规划占地面积260余亩、一期投资1.2亿元；学校为公办完全中学建制，办学主体为市一中，挂“天水市第一中学麦积校区”和“天水市渭滨中学”两块牌子，学校初步计划于2015年底完成建设任务，2016年实现招生办学，设计规模为4500人。
2016年3月28日，学校与西北农林科技大学园艺学院签订了优秀生源基地和优秀学生奖学金协议。
2016年6月23日，哈尔滨工业大学授予该校“优秀生源基地”称号。

## 校训
苦志以求立，广学以求通。由近代实业家、教育家张謇题写。

## 荣誉
- 全国文明单位
- 优秀生源基地